# Ceanothus vanrensselaeri
Ceanothus vanrensselaeri är en brakvedsväxtart som beskrevs av Roof. Ceanothus vanrensselaeri ingår i släktet Ceanothus och familjen brakvedsväxter. Inga underarter finns listade i Catalogue of Life.